# Tim Bailey
Tim Bailey (* im 20. Jahrhundert) ist ein ehemaliger englischer Snookerspieler, der 1998 die English Amateur Championship gewann.

## Karriere
Nachdem er 1992 die Runde der letzten 32 der English Amateur Championship erreicht hatte, wurde Bailey 1993 Profispieler. Während er bei den International Open 1994 die Hauptrunde nur knapp verpasste, zog er beim zweiten Event der Strachan Challenge 1994 ins Achtelfinale ein. Dieses Turnier hatte aber keinen Einfluss auf die Weltrangliste. Da er ansonsten stets früh in der Qualifikation der Turniere ausschied, kam er auf der Weltrangliste nur auf Platz 286. Bereits 1995 beendete er seine Profikarriere wieder. Drei Jahre später erreichte er das Finale der English Amateur Championship und wurde gegen Craig Butler englischer Meister. Nachdem er im selben Jahr die Hauptrunde der Amateurweltmeisterschaft erreicht hatte, beendete er seine Karriere.

## Erfolge
| Ausgang         | Jahr | Turnier                              | Finalgegner   | Ergebnis |
| --------------- | ---- | ------------------------------------ | ------------- | -------- |
| Amateurturniere |      |                                      |               |          |
| Sieger          | 1998 | English Amateur Championship – South | Darren Sparks | 5:3      |
| Sieger          | 1998 | English Amateur Championship         | Craig Butler  | 8:3      |